# Funmilayo Ransome-Kuti
Funmilayo Ransome-Kuti, nota come Funmilayo Anikulapo-Kuti (Abeokuta, 25 ottobre 1900 – Lagos, 13 aprile 1978), è stata una politica e attivista nigeriana, di stampo femminista, che ha dedicato la sua attività ai diritti delle donne.
È stata anche la prima donna in Nigeria a guidare un'automobile.

## Biografia
Nata come Francis Abigail Olufunmilayo Thomas, fu la prima studentessa della Abeokuta Grammar School (una scuola secondaria), che frequentò dal 1914 al 1917. L'attivismo politico di Ransome-Kuti l'ha portata a essere descritta come la madre dei diritti civili delle donne in Nigeria, nonché a essere considerata "la madre dell'Africa". Il suo attivismo era a sostegno del diritto di voto delle donne nigeriane. Fu descritta nel 1947 dal West African Pilot, come la "Leonessa di Lisabi" per essere sta la leader delle donne del popolo Egba durante le proteste contro la tassazione verso di loro. La protesta portò all'abdicazione dell'alto re Oba Ademola II nel 1949.
Suo figlio fu il musicista afrobeat ed attivista nigeriano Fela Kuti.